# Michael Corrente
Michael Corrente (né le 6 avril 1959) est un réalisateur et producteur américain. Il a travaillé sur des films tels Un but pour la gloire, American Buffalo, Les Années lycée, Brooklyn Rules et Federal Hill (en). Ce dernier a remporté le prix du public du Festival du cinéma américain de Deauville en 1994,

## Filmographie

### Réalisateur
- 1994 : Federal Hill (en)
- 1996 : American Buffalo
- 1999 : Les Années lycée (Outside Providence)
- 2000 : Un but pour la gloire (A Shot at Glory)
- 2007 : Brooklyn Rules
- 2007 : Brotherhood (série télévisée, 1 épisode)
- 2011 : Inkubus (en)
- 2011 : Run or Die (Loosies)

### Producteur
- 1994 : Federal Hill (en)
- 1999 : Outside Providence
- 1999 : Say You'll Be Mine
- 2002 : Un but pour la gloire
- 2004 : Corn
- 2004 : Seule la mort peut m'arrêter
- 2004 : Lignes de vie
- 2005 : When Zachary Beaver Came to Town (en)
- 2007 : Brooklyn Rules
- 2010 : Inkubus (en)
- 2012 : Run or Die
- 2013 : Backmask